# 朱骏声
朱駿聲（1788年—1858年），字豐芑，號允倩。江蘇吳縣人。清代文字訓詁學家。
生於乾隆五十三年，四岁时能辨四声，十三岁读《说文解字》，無書不讀，又長於詩賦詞章。钱大昕感叹道：“衣钵之传，将在子矣。”為清儒《說文》四大家之一。道光十三年，《说文通训定声》成书，胡适在《辞通》序说，《说文通训定声》“是一部有创见的书”。卒於咸豐六年。葬於黟縣。
著有《礼仪经注一隅》、《夏小正补传》、《小尔雅约注》、《春秋左传识》、《离骚补注》等。另未刊行者還有《尚书古注便读》、《春秋三传异文核》、《小学识馀》、《六书假借经证》、《秦汉郡国考》、《天算琐记》、《经史问答》、《岁星表》等。
有一子，名朱孔彰。其孫為歷史學家朱師轍。